# ربکا هال
ربکا ماریا هال (به انگلیسی: Rebecca Maria Hall) (زاده ۵ آوریل ۱۹۸۲) بازیگر انگلیسی است.

## گزیده فیلم‌شناسی
- پرستیژ (۲۰۰۶)
- ویکی کریستینا بارسلونا (۲۰۰۸)
- فراست/نیکسون (۲۰۰۸)
- شهر (۲۰۱۰)
- لطفاً کمک کنید (۲۰۱۰)
- شروع کننده برای ۱۰ (۲۰۱۰)
- بیداری (۲۰۱۱)
- ذخیره مورد علاقه (۲۰۱۲)
- مرد آهنی ۳ (۲۰۱۳)
- برتری (۲۰۱۴)
- غول بزرگ مهربان (۲۰۱۶)
- هدیه (۲۰۱۵)
- اجازه (۲۰۱۷)
- روح نوجوان (۲۰۱۸)
- گودزیلا در برابر کونگ (۲۰۲۱)
- گودزیلا و کونگ: امپراتوری جدید (۲۰۲۴)